# Clé d'arc

Clé de voute (1).

La clé d'arc, écrite aussi clef d'arc, est le claveau central d'un arc appareillé. Placé en dernier au sommet de l'arc (le faîte), il a pour fonction de bloquer sa structure. L'arc brisé ne comporte généralement pas de clef, mais un joint de faîte.
Elle peut constituer un indice concernant les attributions d'un édifice, sa date de construction ou encore le métier de l'occupant originel. Elle peut également n'avoir qu'un caractère strictement décoratif. La clef d'arc porte le nom d'agrafe lorsqu'elle est ornée d'un bossage mouluré (qui donne l'impression d'agrafer les moulures du front de l'arc), l'agrafe n'est qu'un ornement.

## Galerie

Clé et contre-clés.
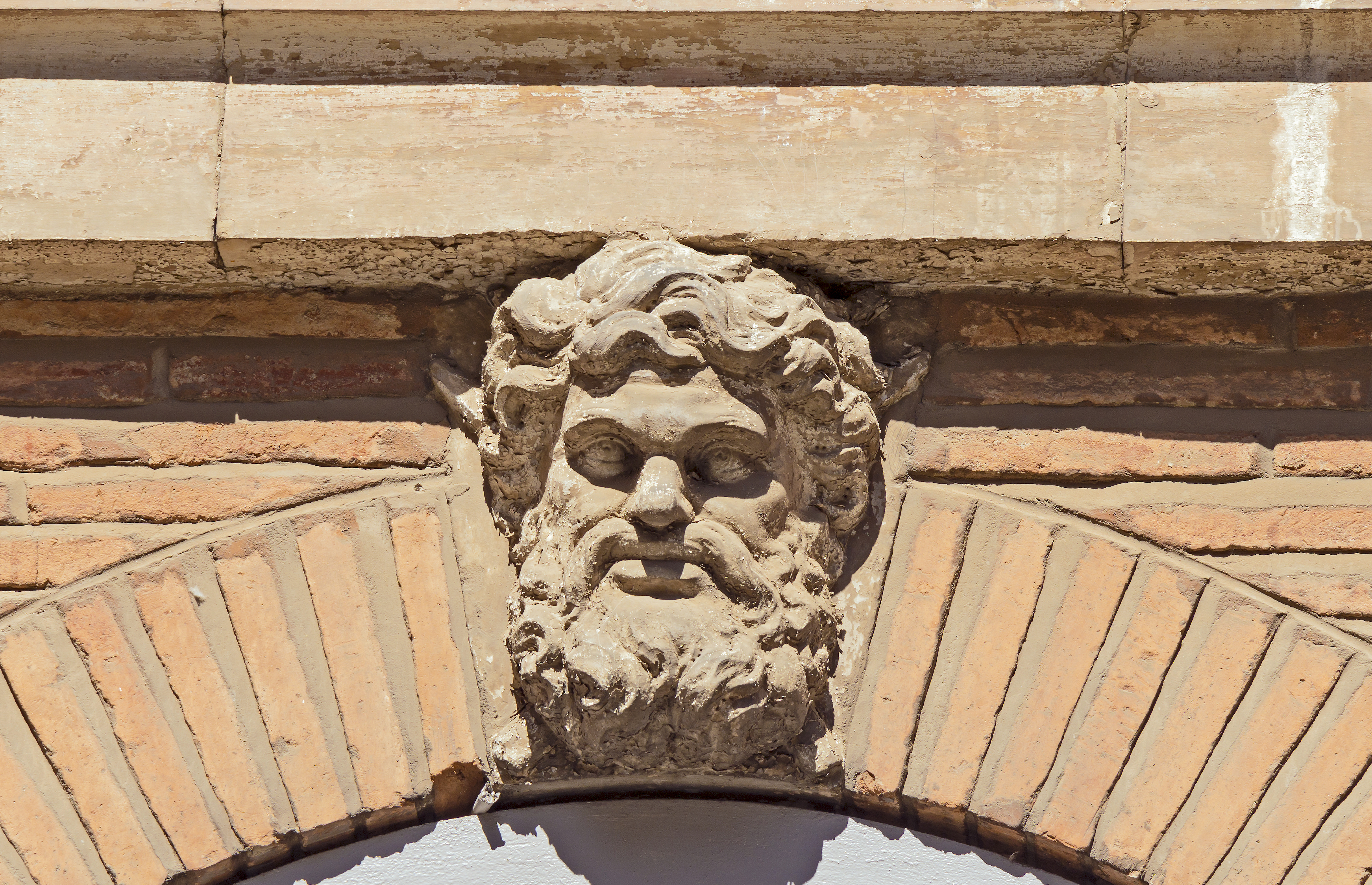
Clé d'arc décorative (mascaron).
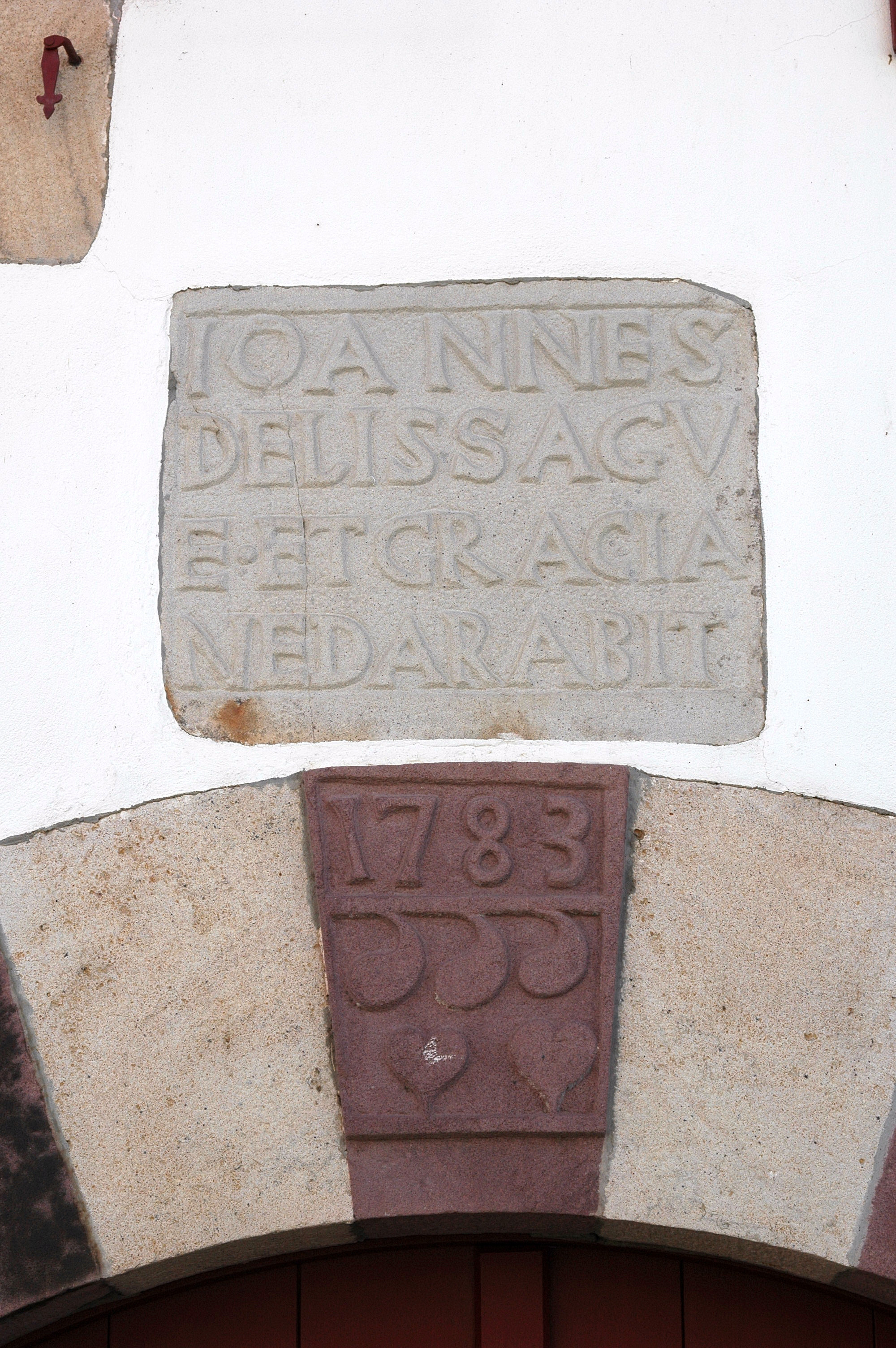
Clé d'arc commémorative (date gravée).
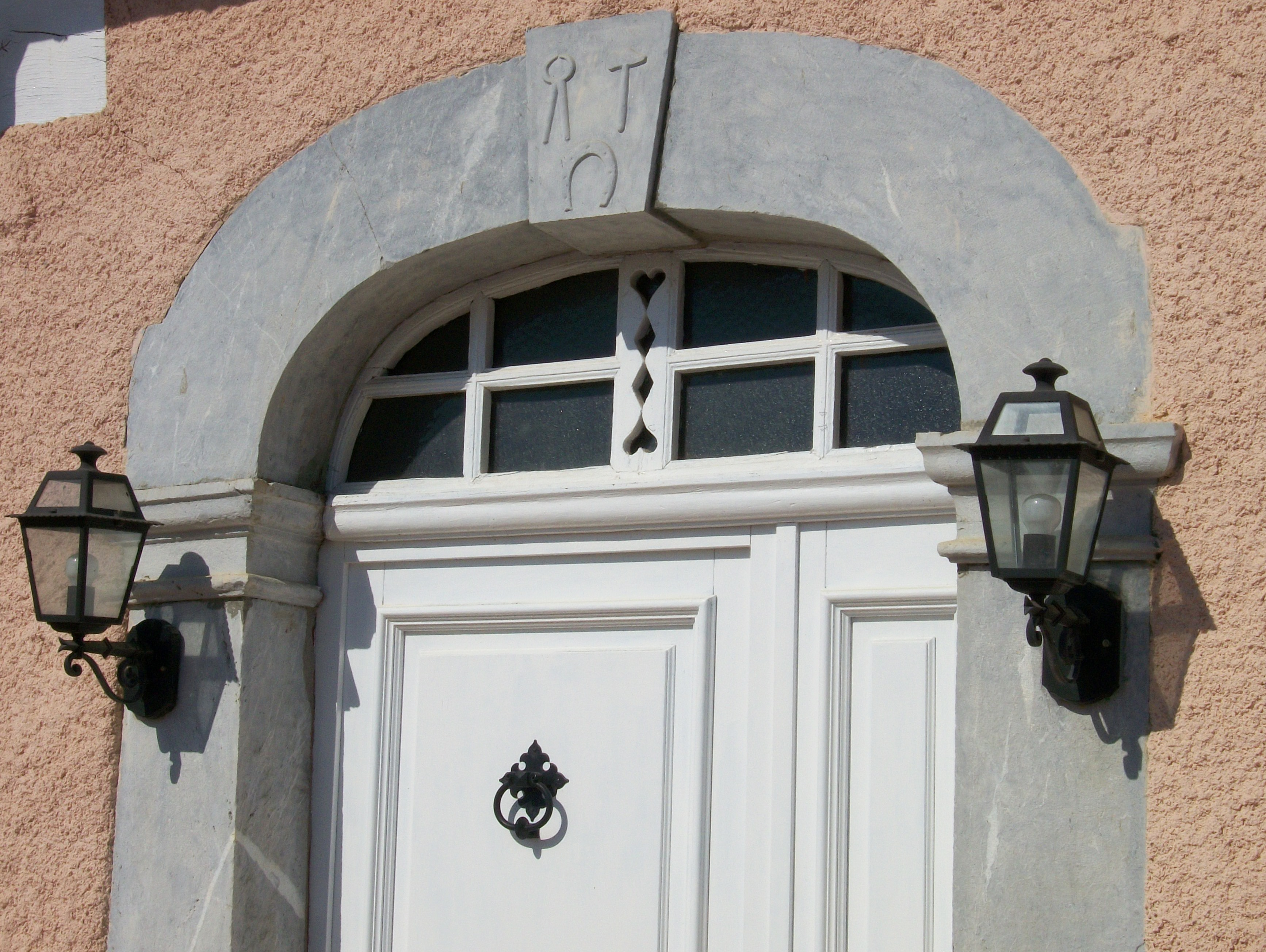
Clef d'arc indiquant le métier de l'occupant (maréchal-ferrant).
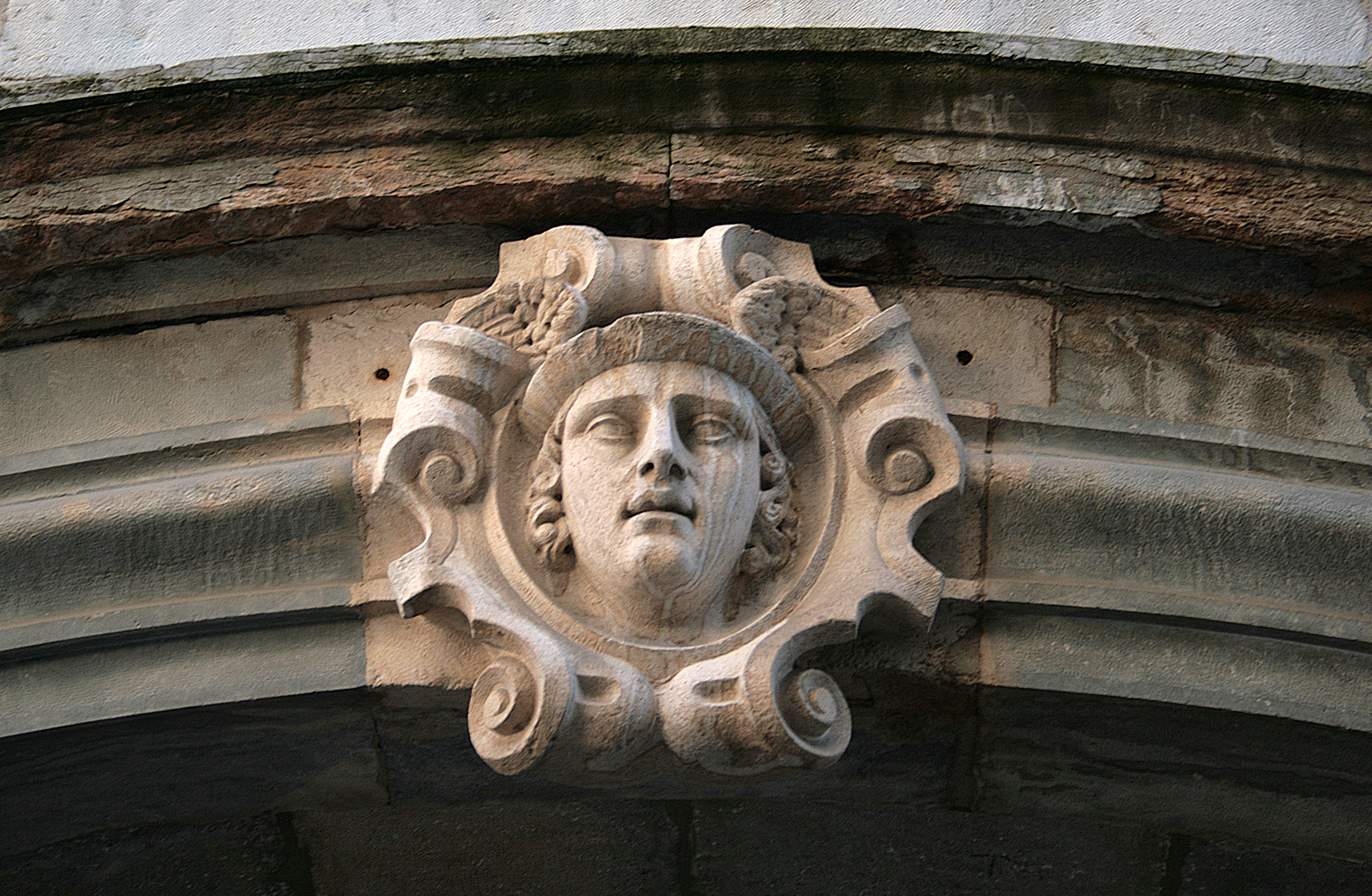
Clé d'arc décorative (mascaron) à Besançon.

## Types
Eugène Viollet-le-Duc distingue deux types de clef d'arc :
- clef d'archivolte ;
- clef d'arc d'ogive.

Dans les deux cas, elles sont souvent sculptées de motifs ou de figures ornementales.

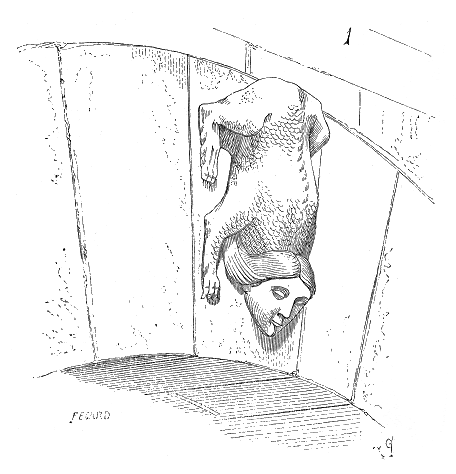
Clef d'archivolte du Puy-en-Velay.
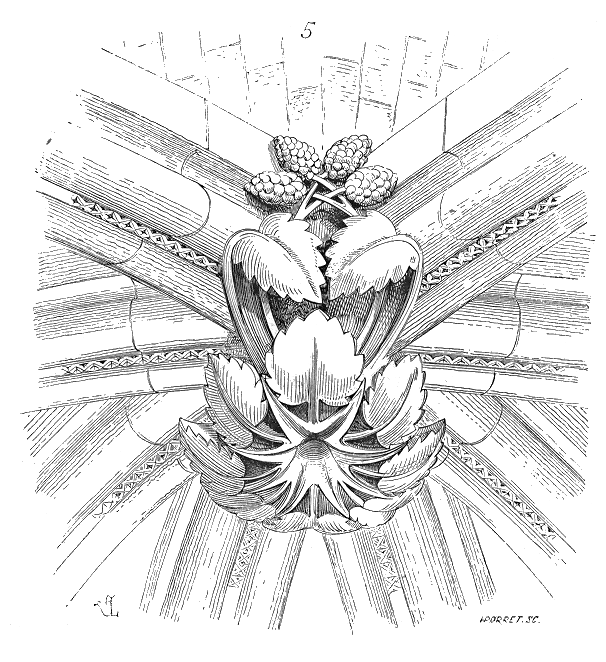
Clef de croisée d'ogives, cathédrale de Laon.